# Naturschutzgebiet Gräfenberg

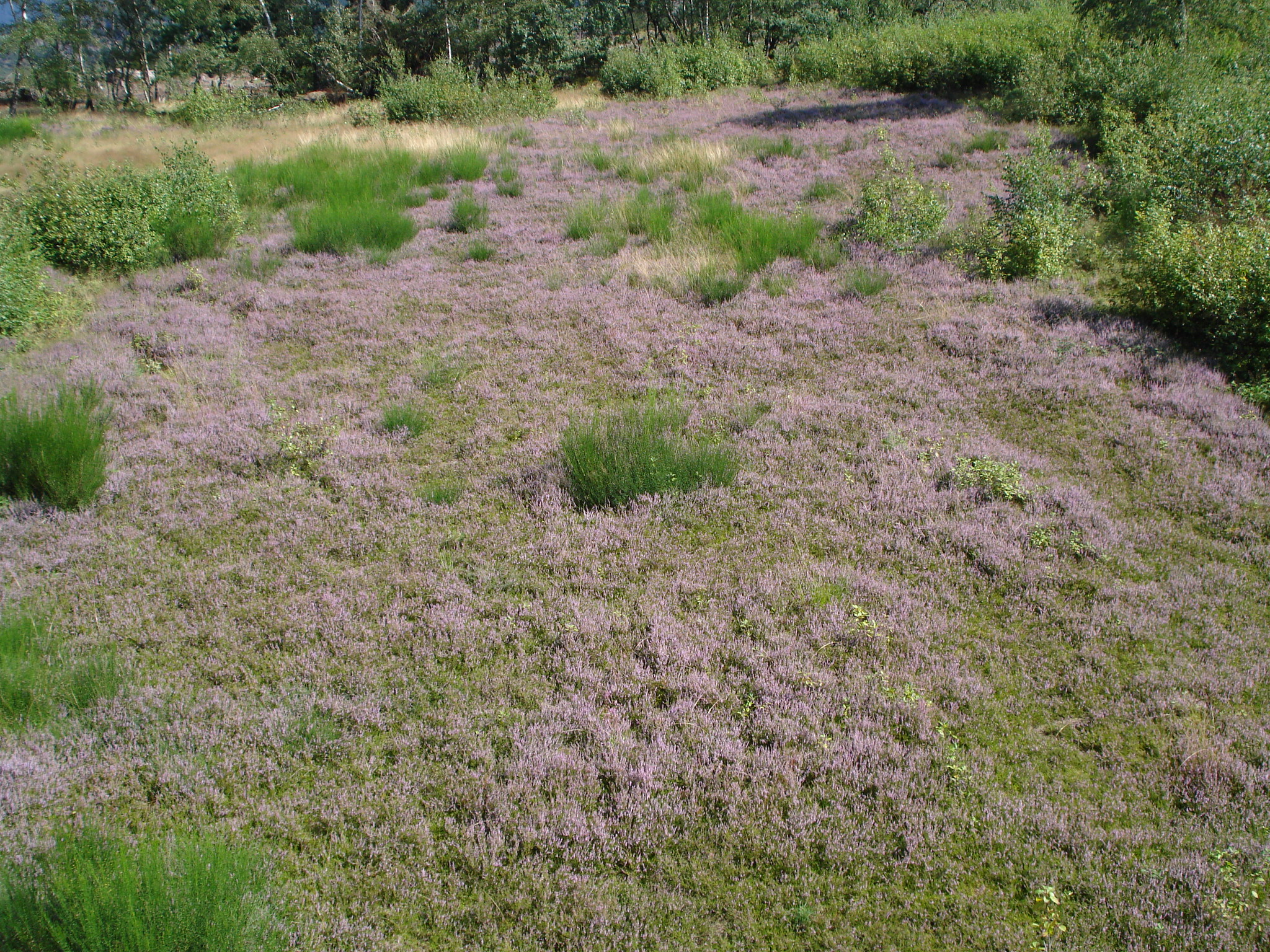
Maschinell geplaggte Fläche, welche später durch Besenheide besiedelt wurde

Das Naturschutzgebiet Gräfenberg mit einer Größe von 7,9 ha liegt südöstlich von Seidfeld im Stadtgebiet von Sundern (Sauerland). Das Gebiet wurde 1993 mit dem Landschaftsplan Sundern durch den Kreistag des Hochsauerlandkreises mit dem Namen Wacholdervorkommen Gräfenberg erstmals als Naturschutzgebiet (NSG) mit einer Flächengröße von 0,9 ha ausgewiesen. Bei der Neuaufstellung des Landschaftsplaners Sundern wurde das NSG mit verkürztem Namen erneut ausgewiesen und um 7 ha vergrößert. Das NSG ist umgeben vom Landschaftsschutzgebiet Sundern.

## Gebietsbeschreibung
Beim Wacholdervorkommen Gräfenberg handelt es sich um eine kleine Heide mit Wacholderbestand. Wegen Aufgabe der Beweidung war die Heide schon bei Schutzausweisung 1993 stark mit Büschen und Bäumen zugewachsen.

## Schutzzweck

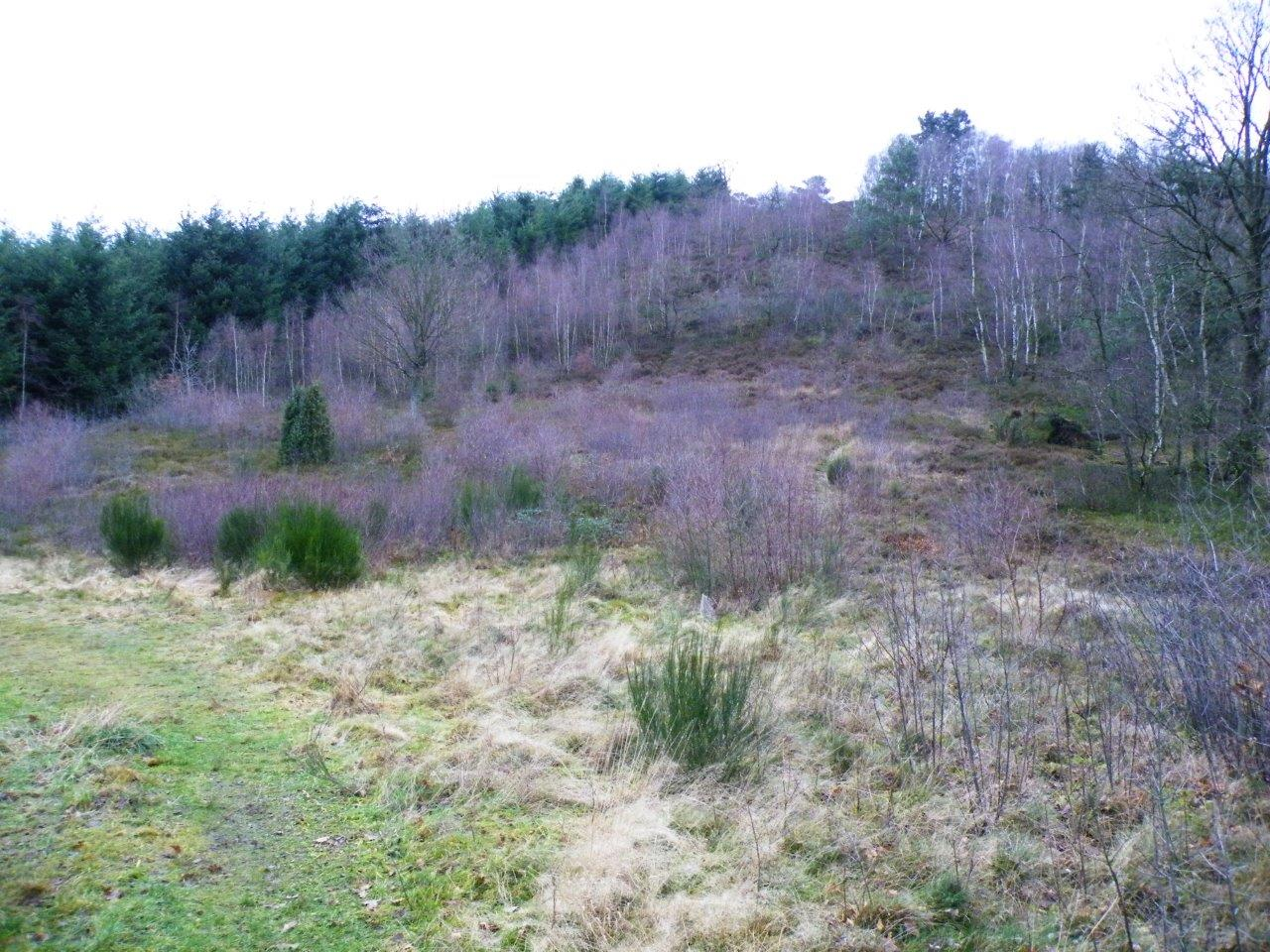
NSG vor Pflegearbeiten Dez. 2014

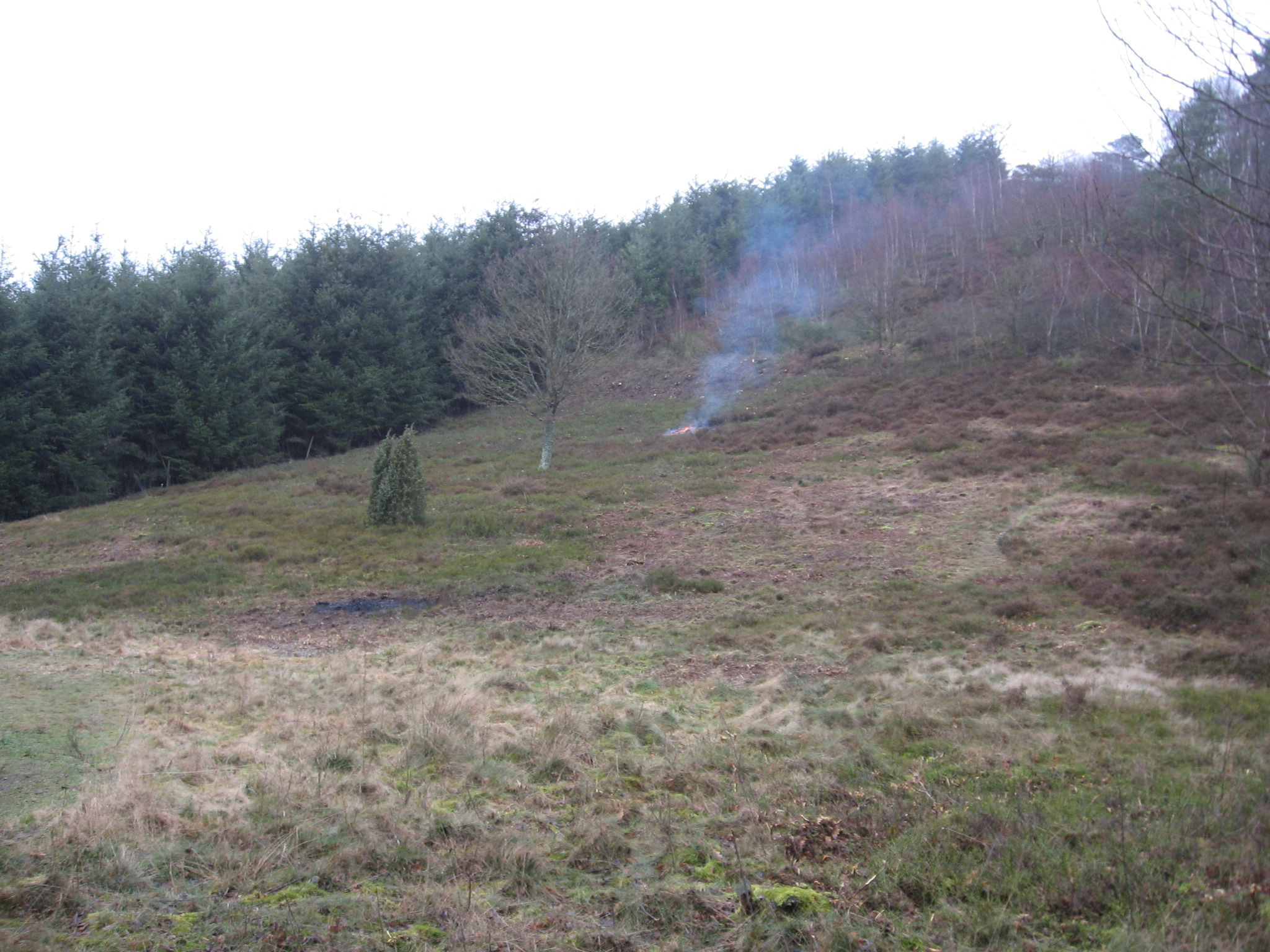
NSG nach Pflegearbeiten Jan. 2015

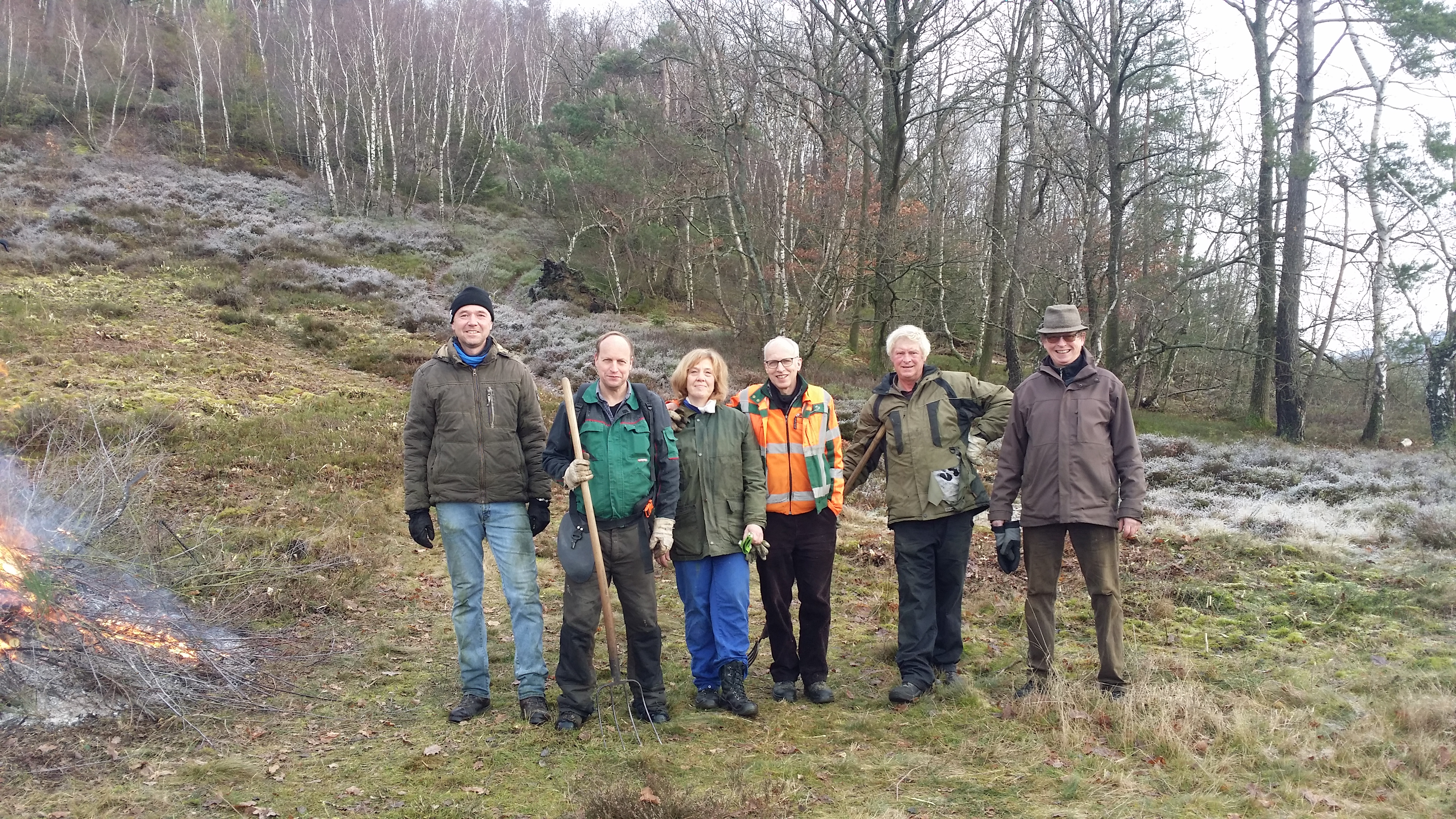
Mitglieder des VNV bei Arbeitseinsatz

Das NSG wurde festgesetzt zur Erhaltung von Lebensgemeinschaften und Lebensstätten bestimmter wildlebender Pflanzen- und Tierarten, ferner zum Schutz des landesweit bedeutsamen Biotops mit hohem Entwicklungspotential. Wie bei allen Naturschutzgebieten in Deutschland, wurde in der Schutzausweisung darauf hingewiesen, dass das Gebiet „wegen der Seltenheit, besonderen Eigenart und Schönheit des Gebietes“ zum Naturschutzgebiet wurde. Es wurde insbesondere auch zum Schutz der Wacholder im Gebiet ausgewiesen. Ferner nennt der Landschaftsplan seine biogeographische und kulturhistorische Bedeutung. Auch auf die Schutzbedürftigkeit nach § 20c BNatschG wurde hingewiesen.

## Gebote im NSG
Zusätzlich zu den normalen Geboten und Verboten in Naturschutzgebieten gibt es im Landschaftsplan Sundern zusätzliche für das NSG Wacholdervorkommen Gräfenberg. Eins der Gebote legte fest, dass die Wacholder zu erhalten sind. Zweitens sollte im Rahmen eines Biotopmanagementplanes für das NSG geklärt werden, ob und wie eine Erhaltung bzw. Verjüngung des Wacholderbestandes erreicht werden könnte.

## Schutzmaßnahmen
Seit den 1980er Jahren fanden Pflegearbeiten des Vereins für Natur- und Vogelschutz im Hochsauerlandkreis (VNV) auf der Heide statt. Mit dem Freischneider und der Motorsäge wurden immer wieder Bäume und Sträucher abgesägt und anschließend verbrannt. Verschiedene Flächen wurden per Hand und per Maschine abgeplaggt.
Beim Plaggen wurde jeweils die obere Bodenschicht mit Humus und Pflanzendecke entfernt, um Arten wie Heidekraut im Mineralboden eine Keimung zu ermöglichen. Hierdurch profitieren auch seltene Arten wie Behaarter Ginster oder der Englische Ginster.